# Saint-Fuscien
Saint-Fuscien é uma comuna francesa na região administrativa de Altos da França, no departamento de Somme. Estende-se por uma área de 9,92 km². Em 2010 a comuna tinha 1 266 habitantes (densidade: 127,6 hab./km²).